# 다가 함수
수학에서 다가 함수(多價函數, 영어: multivalued function)는 함수 y=f(x)의 y값과 변수 x값의 이항관계에 대해 y값이 변수 x값에 두개 이상 대응하는 형태를 말한다.
본래 명확히 정의된 함수는 y = f(x)에서 y값이 변수 x의 값에 단 한개만 대응하며 특별한 제한이 없는 함수를 말한다. 이런 점에서 엄격하게 다가함수는 함수로 취급하기에 적절하지 않다.
다가함수는 단사함수가 아닌 함수의 역함수를 유도할 때 발생한다. 역함수를 가지고 있지 않는 함수는 역함수 관계는 만족한다. 다가함수는 역함수 관계를 만족시키기 적절하며 함수로 취급하면 편리한 경우가 많으므로 통상 '함수'라는 표현을 사용한다.

## 다가함수의 예
- {\displaystyle 0<x}를 만족하는 {\displaystyle x\in \mathbb {R} }에 대해 {\displaystyle x}의 제곱근은 {\displaystyle \pm {\sqrt {x}}}로 2개를 가진다.
- {\displaystyle x\neq 0}을 만족하는 {\displaystyle x\in \mathbb {C} }에 대해 일반적으로 n제곱근은 n개의 근을 가진다.
- 복소수 로그함수는 다수의 값을 가진다. 실수 {\displaystyle a}, {\displaystyle b}에 대해 {\displaystyle \log {(a+bi)}}는 모든 정수 {\displaystyle n}에 대해 {\displaystyle \log {\sqrt {a^{2}+b^{2}}}+i\arg {(a+bi)}+2\pi ni}의 값을 가진다.
- 삼각함수는 주기적인 성질을 가지고 있기 때문에 역삼각함수도 다수의 값을 가진다.
- 부정적분도 다가함수로 여겨질 수 있다.

예로 든 다가함수들은 모두 단사함수가 아닌 함수로부터 유도된 것이다.

## 응용
다가함수는 최적제어론(optimal control theory)나 Differential inclusion 그리고 게임 이론등에 사용된다.
물리학에서 다가함수는 갈수록 중요해 지고 있는 법칙에 관여하고 있다. 다가함수는 폴 디랙(Paul Dirac)의 자기 홀극(Magnetic monopole), 결정 결함 이론(Crystallographic defect), 물질의 소성(plasticity) 작용, 상전이(phase transitions) 등의 수학적 문제에 쓰인다.

## 역사
다가함수는 역사적으로 가장 오래된 특수 함수일 것이다. 다가함수의 꽤 완전한 이론적 정리는 Claude Berge의 저서 Topological spaces (1963)에 처음으로 등장했다.

## 주치
주치(主値,principal branch)는 다가 함수의 변수 x의 하나의 값에 대한 y의 값이 무수히 많은 경우에 일정 구간을 정하여 제약을 가하고 그 구간에서의 y 값을 이르는 말이다.

## 같이 보기
- 전단사 함수
- 전사 함수
- 단사 사상